# Laver Cup 2023
De Laver Cup 2023 was de zesde editie van de Laver Cup, het continentale tennistoernooi tussen 2 teams, Team Europa en Team Wereld. Dit was de vierde editie dat de Laver Cup beschouwd wordt als een officieel toernooi op de ATP-kalender.
Team Wereld verdedigde met succes de titel

## Ploegen
| Team Europa                     | Team Europa |
| ------------------------------- | ----------- |
| Aanvoerder: Björn Borg          |             |
| Vice-aanvoerder: Thomas Enqvist |             |
| Speler                          | Rang        |
| Andrej Roebljov                 | 6           |
| Casper Ruud                     | 9           |
| Hubert Hurkacz                  | 16          |
| Alejandro Davidovich Fokina     | 25          |
| Gaël Monfils                    | 35(PR)      |
| Arthur Fils                     | 44          |

| Team Wereld                      | Team Wereld |
| -------------------------------- | ----------- |
| Aanvoerder: John McEnroe         |             |
| Vice-aanvoerder: Patrick McEnroe |             |
| Speler                           | Rang        |
| Taylor Fritz                     | 8           |
| Frances Tiafoe                   | 11          |
| Tommy Paul                       | 13          |
| Félix Auger-Aliassime            | 14          |
| Ben Shelton                      | 19          |
| Francisco Cerúndolo              | 21          |
| Christopher Eubanks (Alt)        | 32          |
| Milos Raonic (Alt)               | 33PR        |

Rangnoteringen gebaseerd op de ATP-ranglijst van 18 september 2024.

## Wedstrijden
Op dag één zijn de wedstrijden één punt waard, op dag twee zijn de wedstrijden twee punten waard en op de laatste dag zijn de wedstrijden drie punten waard. De winnaar is het team dat als eerste dertien punten haalt.
| dag | datum        | wedstrijd   | Team Europa                      | uitslag          | Team Wereld                         | stand |
| --- | ------------ | ----------- | -------------------------------- | ---------------- | ----------------------------------- | ----- |
| 1   | 22 september | enkelspelen | Arthur Fils                      | 6–7(4), 1–6      | Ben Shelton                         | 0-1   |
| 1   | 22 september | enkelspelen | Alejandro Davidovich Fokina      | 3–6, 5–7         | Francisco Cerúndolo                 | 0-2   |
| 1   | 22 september | enkelspelen | Gaël Monfils                     | 4–6, 3–6         | Félix Auger-Aliassime               | 0-3   |
| 1   | 22 september | dubbelspel  | Arthur Fils - Andrej Roebljov    | 3–6, 6–4, [6–10] | Tommy Paul - Frances Tiafoe         | 0-4   |
| 2   | 23 september | enkelspelen | Andrej Roebljov                  | 2–6, 6–7(3)      | Taylor Fritz                        | 0-6   |
| 2   | 23 september | enkelspelen | Casper Ruud                      | 7–6(6), 6–2      | Tommy Paul                          | 2-6   |
| 2   | 23 september | enkelspelen | Hubert Hurkacz                   | 5–7, 3–6         | Frances Tiafoe                      | 2-8   |
| 2   | 23 september | dubbelspel  | Hubert Hurkacz - Gaël Monfils    | 5–7, 4–6         | Félix Auger-Aliassime - Ben Shelton | 2-10  |
| 3   | 24 september | dubbelspel  | Hubert Hurkacz - Andrej Roebljov | 6–7(4), 6–7(5)   | Ben Shelton - Frances Tiafoe        | 2-13  |
| 3   | 24 september | enkelspelen | Casper Ruud                      | Niet gespeeld    | Taylor Fritz                        |       |
| 3   | 24 september | enkelspelen | Andrej Roebljov                  | Niet gespeeld    | Frances Tiafoe                      |       |
| 3   | 24 september | enkelspelen | Hubert Hurkacz                   | Niet gespeeld    | Félix Auger-Aliassime               |       |

2017 · 2018 · 2019  · 2020 · 2021 · 2022 · 2023 · 2024 · 2025
Grand Slam: Australian Open (m-md) · Roland Garros (m-md) · Wimbledon (m-md) · US Open (m-md)
Landenteams: Davis Cup · Hopman Cup · United Cup 

Continententeams: Laver Cup